# 137th Special Operations Wing

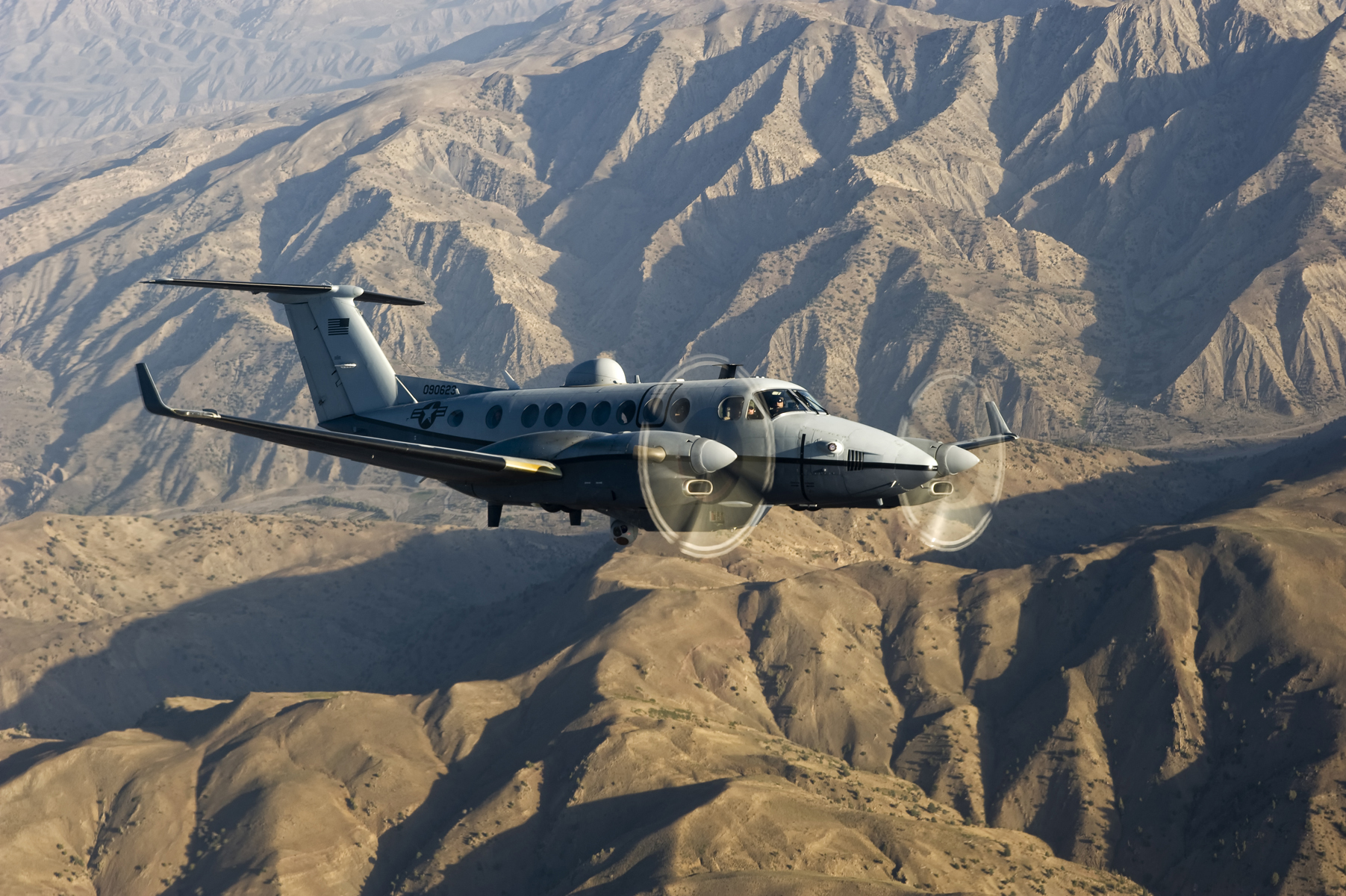
MC-12W dello Stormo

Il 137th Special Operations Wing è uno stormo di operazioni speciali dell'Oklahoma Air National Guard. Riporta direttamente all'Air Force Special Operations Command. Il suo quartier generale è situato presso la Will Rogers Air National Guard Base, nell'Oklahoma.

## Organizzazione
Attualmente, al maggio 2017, lo stormo controlla:
- 137th Special Operations Wing Headquarters
  - 137th Special Operations Comptroller Flight
- 137th Special Operations Group
  -  185th Special Operations Squadron - Equipaggiato con 13 MC-12W
  - 189th Intelligence Squadron
  - 285th Special Operations Intelligence Squadron
- 137th Special Operations Mission Support Group
  - 137th Special Operations Civil Engineering Squadron
  - 137th Special Operations Security Forces Squadron
  - 137th Special Operations Communications Flight
  - 137th Special Operations Logistics Readiness Squadron
  - 137th Special Operations Force Support Squadron
- 137th Special Operations Medical Group